# Stockholm Marathon
Stockholm Marathon er en svensk-tysk kriminalfilm fra 1994, instrueret af Peter Keglevic. Manuskriptet er løst baseret på romanen Terroristerne (1975) af Maj Sjöwall og Per Wahlöö.
Filmen havde premiere i Sverige den 1. juli 1994.

## Handling
En velstående forretningsmand bliver fundet dræbt i sit hjem. Beck og hans hold er på sagen, og sporene leder dem til en hændelse, der fandt sted ti år tidligere. De har en mistanke om hvem morderen kan være, og de tror, at han vil slå til igen.

## Medvirkende (i udvalg)
- Gösta Ekman som Martin Beck
- Kjell Bergqvist som Lennart Kollberg
- Rolf Lassgård som Gunvald Larsson
- Niklas Hjulström som Benny Skacke
- Jonas Falk som Stig Åke Malm
- Thomas Anders som Ypsilon
- Örjan Ramberg som Ypsilons manager
- Anna Godenius som fru Petrus
- Corinna Harfouch som Monika Lundin
- Johanna Westman som reporter
- Gaby Stenberg som lejer
- Mona Seilitz som havecenterets direktør

## Triva
En af forfatterne til den originale romanserie, Maj Sjövall, har en gæsteoptræden i filmen som den person, der sætter maratonløbet i gang.
Det tiltænkte offer i filmen spilles af sangeren Thomas Anders, som udgjorde den ene halvdel af popgruppen Modern Talking. Han synger også filmens titelmelodi "Marathon of Life".